# Policzer Miklós
Policzer Miklós (Budapest, Erzsébetváros, 1914. június 16. – Budapest, 2001. május 23.) belgyógyász, az orvostudományok kandidátusa (1955).

## Élete
Policzer Manó (1883–1944) döbröközi községi orvos és Jordán Gyöngyike Erzsébet (1889–1944) fiaként született zsidó családban. Anyai nagyapja Jordán Herman miskolci nagykereskedő. Testvére Policzer Kornélia okleveles tanítónő, férjezett Sarkadi Vilmosné.
Gyermekkorát a Tolna vármegyei Döbröközben töltötte, ahol apját 1913-ban a település orvosává választották. A Dombóvári Királyi Katolikus Esterházy Miklós Nádor Reálgimnáziumban érettségizett (1931). A pécsi Erzsébet Tudományegyetem Orvostudományi Karán 1938. június 24-én avatták orvosdoktorrá. 1939 novemberében felvették a Pécsi Orvosi Kamara választmányába. 1944 júniusában szüleit Auschwitzba deportálták. A háború után a Korányi Frigyes és Sándor Közkórház II. sz. Belosztályán dolgozott kórházi adjunktusként. 1952-től a Kútvölgyi úti Állami Kórház belgyógyászati osztályát vezette. 1961-től a Balassa János Kórház II. sz. belgyógyászati osztályának főorvosa, majd a kórház igazgatója-főorvosa volt. Utolsó Szovjetunió-beli útjára Hegyi Pál testőrrel együtt kísérte el Rákosi Mátyást.

## Művei
- A Still-Chauffard féle tünetcsoport. (Orvosi Hetilap, 1942, 51.)
- A kétszakos lépvérzés. (Orvosok Lapja, 1947, 6.)
- A methylthiouracil kezelésértékéről szívbetegségekben (42 eset kapcsán). (Orvosok Lapja, 1948, 39.)
- A vérnyomás viselkedése érbeadott calciumra. Tibor Ferenccel. (Orvosi Hetilap, 1950, 6.)
- Gócok szerepe rheumás betegségek kórtanában. Gergely Imrével, Nagy Gyulával, Székely Árpáddal. (Orvosi Hetilap, 1951, 34.)
- Altatott betegek elektrokardiogrammjai. Gergely Imrével, Vermes Györggyel. – A hypertoniabetegség altatás gyógymódja. Fenyvesi Józseffel, Székely Árpáddal, Solymár Jenővel, Fiala Ervinnel, Földes Jánossal. (Orvosi Hetilap, 1952, 47.)
- Az altatás-gyógymód módszerének egyes kérdései. Barca Sándorral, Székely Árpáddal, Fiala Ervinnel, Földes Jánossal. (Orvosi Hetilap, 1954, 12.)
- Adatok a szív funkcionális és organikus eredetű zavarainak kórisméjéhez, különös tekintettel az ekg. felhasználására. Kandidátusi disszertáció.
- A Rauwolfia Serpentina alkalmazása a vegetatív működések regulatio-zavaraiban. Székely Árpáddal, Földes Jánossal. (Orvosi Hetilap, 1955, 20.)
- Feltételes reflex vizsgálatok Hyderginnel. Solymár Jenővel, Barca Sándorral, Székely Árpáddal. (Orvosi Hetilap, 1956, 11.)
- Hydergin, ill. Hydergin-Prostigmin-próba értéke a szív functionális és organicus eredetű zavarainak kórisméjében. Nagy Gyulával, Gergely Imrével, Solymár Jenővel, Sárdi Valériával. (Magyar Belorvosi Archivum, 1956, 3.)
- Adatok a vegetatív regulatio-zavarok és a hyperthyreosis diagnosztikájára vonatkozóan. Székely Árpáddal, Földes Jánossal, Lengyel Zoltánnal. (Orvosi Hetilap, 1956, 31.)
- Adatok a vegetatív regulatio-zavarok és a hyperthyreosis diagnosztikájához. Máthé Zoltánnal, Barca Sándorral, Fiala Ervinnel, Schwimmer Klárával és Kovács Gézával. (Orvosi Hetilap, 1956, 42.)
- A J131 izotóp a diagnosztika metodikájával kapcsolatos kérdésekről (Irodalmi áttekintés és 400 saját eset tapasztalatai alapján). Földes Jánossal, Sáfrány Lászlóval, Szatmári Sándornéval. (Orvosi Hetilap, 1957, 39.)
- J131 izotóp alkalmazása a pajzsmirigy működés zavarainak klinikumában. (Honvédorvos, 1958, 2.)
- A pajzsmirigyműködés vizsgálata a vegetatív regulatio zavaraiban. Fiala Ervinnel, Mike Teréziával, Balassa Máriával, Sáfrány Lászlóval. (Orvosi Hetilap, 1959, 22.)
- Pajzsmirigy-functiós próbák összehasonlító diagnostikus értékéről (750 beteg adatai alapján). Fiala Ervinnel, Mike Teréziával, Balassa Máriával. (Magyar Belorvosi Archivum, 1960, 3.)
- Mikor célszerű J131 izotóp vizsgálatot végezni a pajzsmirigy diagnosztikájában. (Orvosi Hetilap, 1960, 7.)
- A pajzsmirigy-functio vizsgálata hypertonia- és ulcusbetegségben. Mike Teréziával, Fiala Ervinnel, Balassa Máriával. (Orvosi Hetilap, 1960, 14.)
- A pajzsmirigy J131 izotóp kezelése. (Orvosi Hetilap, 1961, 30.)
- A pajzsmirigy J131-felvevő és J131-tároló képességének fokozódásával járó állapotok. Bazsó Emmával, Marton Mihállyal. (Orvosi Hetilap, 1962, 20.)
- A hyperthyreosis korszerű kezelése. (Magyar Belorvosi Archivum, 1963, 3.)
- Hyperthyreosis-betegek EEG és neuropsychiatriai vizsgálata. Moussong-Kovács Erzsébettel, Bazsó Emmával, Marton Mihállyal. (Orvosi Hetilap, 1963, 48.)
- Szívbetegek pajzsmirigyműködése. Katona Andrással, Marton Mihállyal. (Magyar Belorvosi Archivum, 1964, 5.)
- A hyperthyreosis J131 therapiája (117 saját eset megfigyelései). Marton Mihállyal, Bazsó Emmával. (Orvosi Hetilap, 1965, 19.)
- Pajzsmirigyműködés a terhesség korai szakában. Orbán Györggyel, Bazsó Emmával, Marton Mihállyal. (Orvosi Hetilap, 1966, 50.)
- A thyreoiditisek diagnosztikai problémái. Torgyán Sándorral. (Orvosi Hetilap, 1967, 6.)
- Radioaktív izotópok diagnosztikai alkalmazása. Somogyi Györggyel, Nagy Jánossal. Medicina, Budapest, 1968
- Mikor célszerű J131 izotóp vizsgálatot végezni a pajzsmirigy diagnosztikájában. (Orvosi Hetilap, 1968, 7.)
- Szívbetegek 131J izotóp kezelése. Gács Jánossal, Katona Andrással. (Orvosi Hetilap, 1968, 21.)
- Modern pajzsmirigy diagnosztika. (Orvosi Hetilap, 1969, 43.)
- A pajzsmirigy radiojód-tárolási görbéjének helye a diagnosztikában (Saját beteganyagon végzett vizsgálatok). (Izotóptechnika, 1979, 22.)

## Díjai, elismerései
- Magyar Népköztársasági Érdemérem ezüst fokozata (1951)[6]
- Érdemes orvos (1952)
- Kiváló orvos (1954)
- Munka Érdemrend arany fokozata (1974)[7]
- Madzsar József-díj (1979)